# 유연승
유연승(兪嚥昇, 1991년 12월 21일 ~ )은 대한민국의 축구 선수이며 포지션은 미드필더이다. 현재 K3리그의 화성 FC에서 뛰고 있다. 2015년 12월 유성기에서 현재의 이름으로 개명하였다.

## 개요
서울 출신으로 경희중학교, 경희고등학교, 연세대학교를 졸업하였다. 아버지는 대우 로얄즈의 창단 멤버이자 K3리그의 김포 시민축구단과 양주 시민 축구단 감독을 역임한 바 있는 유종완 감독이다.

## 클럽 경력
대학생 시절 연세대학교 축구부 주장으로 활동하였으며, 2014년 대전 시티즌에 입단하였다. 4월 19일 충주 험멜과의 원정 경기를 통해 프로 데뷔전을 치렀지만, 그후에는 김종국과 이광진 등에 밀리는 모습을 보였고, 데뷔전을 치른지 거의 5개월 만인 9월 20일 충주와의 홈경기를 통해 때 프로데뷔 이후 두 번째 경기를 치렀으며, 이후 유연승은 조진호 감독의 신임을 받으며 꾸준히 출전하기 시작했고, 10월 18일 FC 안양과의 경기에서 아드리아노의 골을 어시스트하며 프로데뷔 후 첫 어시스트를 기록했으며 안산과의 2014시즌 마지막경기에서도 김영승의 골을 어시스트 하는 등 유연승은 시즌 후반기 주전으로 활약하며 2014 K리그 챌린지 우승에 기여하였다.
2015시즌에도 조진호 감독의 신임 아래 시즌 전반기 동안 주전으로 활약하였으나 대전의 극심한 부진에 그런 유연승의 활약은 빛을 보지 못하였지만, 4월 26일 수원삼성과의 원정경기서 자신의 장기이기도 한 프리킥을 통해 아드리아노의 골을 어시스트하면서 대전의 2015시즌 첫 승에 기여하였고, 6월 22일 제주 유나이티드와의 경기에서 동점골을 터트리며 프로무대 입단후 첫 골을 신고하였다.
하지만 조진호 감독 경질 후 최문식 감독이 부임하면서 입지가 좁아졌고, 2016년 대전과의 계약이 해지된 뒤 내셔널리그 울산 현대미포조선 돌고래로 이적했다.
2017년 팀이 해체되면서 안산 그리너스 FC에 입단하였다. 3월 11일 부산 아이파크와의 경기를 통해 팀 입단 후 첫골을 기록하며 구단 창단 원정 1호골의 주인공이 되었다.
2018시즌을 앞두고 FC 안양으로 이적하였다.
2021시즌을 앞두고 K3리그의 대전 한국철도 축구단으로 이적했다.

## 수상

### 클럽

#### 대전 시티즌
- K리그 챌린지
  - 우승 1회 : 2014

#### 울산 현대미포조선 돌고래
- 내셔널리그
  - 우승 1회 : 2016